# Bệnh lý thú y

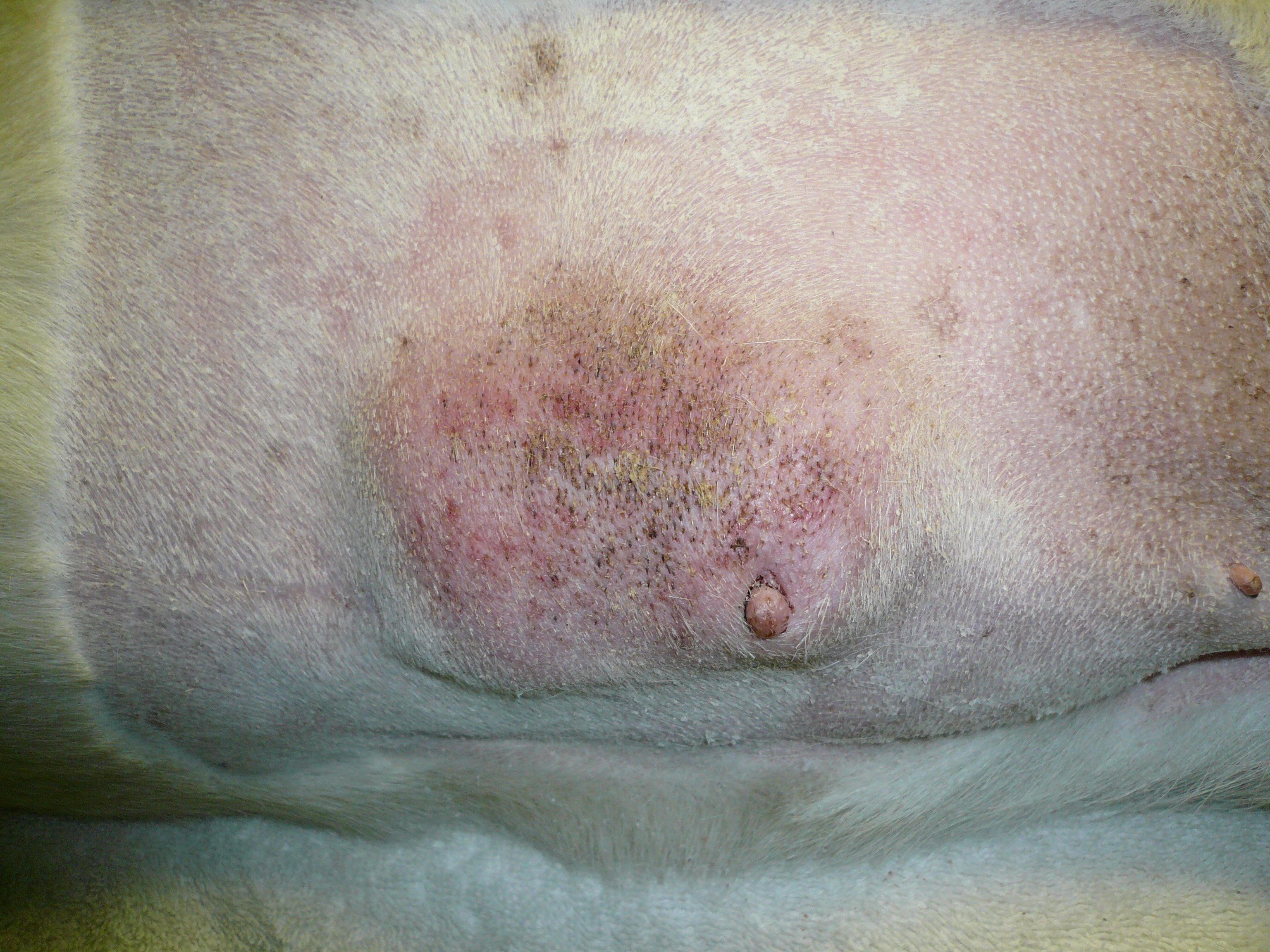
Ung thư vú (vú) trên một con chó.

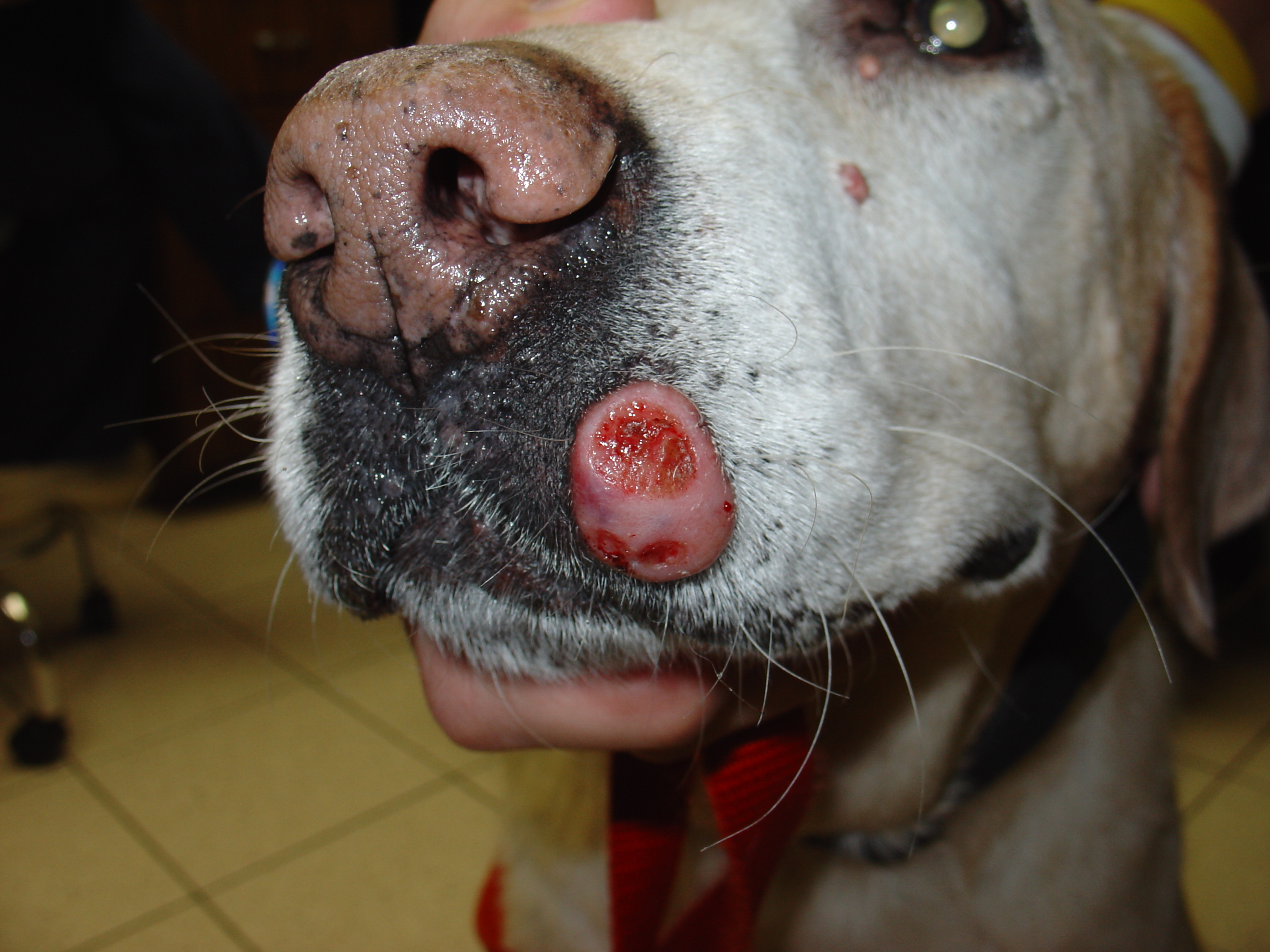
Khối u tế bào tuyến vú trên chó.

Các nhà nghiên cứu bệnh học thú y là các bác sĩ thú y chuyên chẩn đoán bệnh thông qua việc kiểm tra mô động vật và dịch cơ thể.  Giống như bệnh lý học, bệnh lý thú y được chia thành hai nhánh, bệnh lý giải phẫu và bệnh lý lâm sàng.  Khác với chẩn đoán bệnh ở động vật sản xuất thực phẩm, động vật đồng hành, động vật trong vườn thú và động vật hoang dã, các nhà bệnh học thú y cũng có một vai trò quan trọng trong khám phá và an toàn thuốc cũng như nghiên cứu khoa học.

## Bệnh lý giải phẫu thú y
Bệnh lý giải phẫu (Commonwealth) hoặc giải phẫu bệnh học (Hoa Kỳ) liên quan đến chẩn đoán bệnh dựa trên kiểm tra tổng thể, kính hiển vi và kiểm tra phân tử các cơ quan, mô và toàn bộ cơ thể (hoại tử).  Các nhà nghiên cứu bệnh học thú y Ấn Độ, châu Âu, Nhật Bản và Mỹ chứng nhận các nhà bệnh lý thú y thông qua một kỳ thi chứng nhận.  Kỳ thi chứng nhận của Đại học Thú y Hoa Kỳ bao gồm bốn phần - bệnh lý thô, bệnh lý vi thể, bệnh lý thú y và bệnh lý nói chung.  Chỉ có phần bệnh lý chung được chia sẻ giữa các kiểm tra giải phẫu bệnh lý và lâm sàng.  Các nhà giải phẫu bệnh học được tuyển dụng ở một số vị trí khác nhau, bao gồm chẩn đoán, giảng dạy, nghiên cứu và ngành dược phẩm.

## Bệnh lý lâm sàng thú y
Bệnh lý lâm sàng liên quan đến chẩn đoán bệnh dựa trên phân tích phòng thí nghiệm các chất dịch cơ thể như máu, nước tiểu hoặc dịch khoang, hoặc hút mô bằng các công cụ hóa học, vi sinh, huyết học và bệnh lý phân tử.  Các nhà nghiên cứu bệnh học thú y Ấn Độ, châu Âu, Nhật Bản và Mỹ chứng nhận các nhà bệnh lý lâm sàng thú y.  Kỳ thi chứng nhận của Đại học Thú y Hoa Kỳ bao gồm bốn phần: Bệnh lý chung (chia sẻ với kiểm tra chứng nhận Giải phẫu bệnh học), Tế bào học và Bệnh học Phẫu thuật, Huyết học và Hóa học lâm sàng.  Thông tin xác thực, DACVP (Diplomate, American College of Thú y Pathologists) thường được theo sau bởi một ký hiệu phụ huynh của "(Bệnh lý lâm sàng)" để phân biệt các đối tác của DACVP được chứng nhận về bệnh lý giải phẫu.  Chứng chỉ tại Châu Âu là DipECVCP (Ngoại giao của Trường Cao đẳng Bệnh học Thú y Châu Âu).  Các nhà nghiên cứu bệnh học lâm sàng được sử dụng trong chẩn đoán bệnh học, giảng dạy thú y và y tế, nghiên cứu và ngành công nghiệp dược phẩm.